# Campionati del mondo di corsa campestre 2003
Il XXXI Campionato mondiale di corsa campestre si è disputato a Losanna, in Svizzera, dal 29 al 30 marzo 2003 all'Institut Équestre National d'Avenches. Vi hanno preso parte 605 atleti in rappresentanza di 65 nazioni. Il titolo maschile è stato vinto da Kenenisa Bekele mentre quello femminile da Worknesh Kidane. 
Il Kenya ha vinto l'evento a squadre tra gli uomini, l'Etiopia ha vinto tra le donne.

## Nazioni partecipanti
Qui sotto sono elencate le nazioni che hanno partecipato a questi campionati (tra parentesi il numero degli atleti per ciascuna nazione):
- Algeria (20)
- Andorra (2)
- Argentina (1)
- Australia (8)
- Azerbaigian (1)
- Bahrein (3)
- Belgio (24)
- Bielorussia (12)
- Bolivia (1)
- Botswana (4)
- Brasile (2)
- Burundi (8)
- Canada (33)
- Rep. Centrafricana (1)
- Cile (2)
- Cina (9)
- Croazia (3)
- Danimarca (1)
- Egitto (12)
- Eritrea (16)
- Etiopia (28)
- Francia (22)

- Giappone (2)
- Gibilterra (2)
- Gran Bretagna (29)
- Guatemala (2)
- Hong Kong (1)
- Iran (4)
- Irlanda (14)
- Islanda (2)
- Isole Vergini Americane (2)
- Italia (18)
- Jugoslavia (1)
- Kazakistan (2)
- Kenya (35)
- Kirghizistan (4)
- Libia (1)
- Malawi (3)
- Marocco (31)
- Nuova Zelanda (12)
- Paesi Bassi (1)
- Perù (1)
- Polonia (1)
- Portogallo (24)

- Romania (4)
- Ruanda (7)
- Russia (12)
- Senegal (1)
- Seychelles (2)
- Slovenia (2)
- Sudafrica (8)
- Spagna (36)
- Stati Uniti (35)
- Sudan (5)
- Svizzera (23)
- Tagikistan (5)
- Tanzania (6)
- Tunisia (12)
- Turchia (10)
- Turkmenistan (6)
- Uganda (7)
- Ucraina (3)
- Uzbekistan (12)
- Venezuela (1)
- Zimbabwe (3)

## Risultati
I risultati del campionato sono stati:

### Individuale (uomini seniores)
| Pos. | Atleta                      | Nazione     | Tempo (m's") |
| ---- | --------------------------- | ----------- | ------------ |
|      | Kenenisa Bekele             | Etiopia     | 35'56"       |
|      | Patrick Ivuti               | Kenya       | 36'09"       |
|      | Gebre-egziabher Gebremariam | Etiopia     | 36'17"       |
| 4    | Richard Limo                | Kenya       | 36'39"       |
| 5    | Paul Koech                  | Kenya       | 36'42"       |
| 6    | John Cheruiyot Korir        | Kenya       | 36'50"       |
| 7    | Sileshi Sihine              | Etiopia     | 37'03"       |
| 8    | Hicham Chatt                | Marocco     | 37'07"       |
| 9    | Zersenay Tadesse            | Eritrea     | 37'10"       |
| 10   | Khalid El Amri              | Marocco     | 37'12"       |
| 11   | Meb Keflezighi              | Stati Uniti | 37'16"       |
| 12   | Abraham Cherono             | Kenya       | 37'17"       |

### Squadre (uomini seniores)
| Patrick Ivuti        | 2     |
| Richard Limo         | 4     |
| Paul Koech           | 5     |
| John Cheruiyot Korir | 6     |
| (Abraham Cherono)    | (n/s) |
| (Sammy Kipketer)     | (n/s) |

| Kenenisa Bekele             | 1     |
| Gebre-egziabher Gebremariam | 3     |
| Sileshi Sihine              | 7     |
| Ketema Nigusse              | 12    |
| (Dejene Berhanu)            | (n/s) |
| (Yibeltal Admassu)          | (n/s) |

| Hicham Chatt        | 8     |
| Khalid El Amri      | 10    |
| Abderrahim Goumri   | 13    |
| Jaouad Gharib       | 20    |
| (Saïd El Wardi)     | (n/s) |
| (Ahmed El Hamzaoui) | (n/s) |

- Nota: gli atleti tra parentesi non hanno concorso al punteggio totale della squadra

### Individuale (uomini tracciato corto)
| Pos. | Atleta            | Nazione | Tempo (m's") |
| ---- | ----------------- | ------- | ------------ |
|      | Kenenisa Bekele   | Etiopia | 11'01"       |
|      | John Kibowen      | Kenya   | 11'04"       |
|      | Benjamin Limo     | Kenya   | 11'06"       |
| 4    | Michael Kipyego   | Kenya   | 11'18"       |
| 5    | Thomas Kiplitany  | Kenya   | 11'20"       |
| 6    | Khalid El Amri    | Marocco | 11'22"       |
| 7    | Meba Tadesse      | Etiopia | 11'24"       |
| 8    | David Kilel       | Kenya   | 11'25"       |
| 9    | Smail Sghir       | Francia | 11'27"       |
| 10   | Abderrahim Goumri | Marocco | 11'28"       |
| 11   | Yousef El Nasri   | Spagna  | 11'28"       |
| 12   | Tessema Absher    | Etiopia | 11'29"       |

### Squadre (uomini tracciato corto)
| John Kibowen      | 2     |
| Benjamin Limo     | 3     |
| Michael Kipyego   | 4     |
| Thomas Kiplitany  | 5     |
| (David Kilel)     | (n/s) |
| (Evans Kipchumba) | (n/s) |

| Kenenisa Bekele   | 1     |
| Meba Tadesse      | 7     |
| Tessema Absher    | 11    |
| Abiyote Endale    | 12    |
| (Ketema Nigussie) | (n/s) |
| (Dehe Woyesha)    | (n/s) |

| Khalid El Amri     | 6     |
| Abderrahim Goumri  | 9     |
| Ahmed Baday        | 14    |
| Abdelkader Hachlaf | 15    |
| (Saïd El Wardi)    | (n/s) |
| (Salah Hissou)     | (n/s) |

- Nota: gli atleti tra parentesi non hanno concorso al punteggio totale della squadra

### Individuale (uomini under 20)
| Pos. | Atleta             | Nazione | Tempo (m's") |
| ---- | ------------------ | ------- | ------------ |
|      | Eliud Kipchoge     | Kenya   | 22'47"       |
|      | Boniface Kiprop    | Uganda  | 22'49"       |
|      | Solomon Bushendich | Kenya   | 22'51"       |
| 4    | Augustine Choge    | Kenya   | 22'55"       |
| 5    | Girma Assefa       | Etiopia | 22'58"       |
| 6    | Getachew Dinku     | Etiopia | 23'10"       |
| 7    | Moses Mosop        | Kenya   | 23'17"       |
| 8    | Tessema Absher     | Etiopia | 23'22"       |
| 9    | Solomon Molla      | Etiopia | 23'27"       |
| 10   | Barnabas Kosgei    | Kenya   | 23'45"       |
| 11   | Dehe Woyesha       | Etiopia | 24'03"       |
| 12   | Kipkorir Chepkwony | Kenya   | 24'06"       |

### Squadre (uomini under 20)
| Eliud Kipchoge       | 1     |
| Solomon Bushendich   | 3     |
| Augustine Choge      | 4     |
| Moses Mosop          | 7     |
| (Barnabas Kosgei)    | (n/s) |
| (Kipkorir Chepkwony) | (n/s) |

| Girma Assefa       | 5     |
| Getachew Dinku     | 6     |
| Tessema Absher     | 8     |
| Solomon Molla      | 9     |
| (Dehe Woyesha)     | (n/s) |
| (Tesfaye Mengistu) | (n/s) |

| Boniface Kiprop  | 2     |
| James Kibet      | 10    |
| Moses Kipsiro    | 14    |
| Isaac Kiprop     | 22    |
| (Martin Kiplimo) | (n/s) |

- Nota: gli atleti tra parentesi non hanno concorso al punteggio totale della squadra

### Individuale (donne seniores)
| Pos. | Atleta            | Nazione     | Tempo (m's") |
| ---- | ----------------- | ----------- | ------------ |
|      | Worknesh Kidane   | Etiopia     | 25'53"       |
|      | Deena Drossin     | Stati Uniti | 26'02"       |
|      | Merima Denboba    | Etiopia     | 26'28"       |
| 4    | Eyerusalem Kuma   | Etiopia     | 26'30"       |
| 5    | Magdaline Chemjor | Kenya       | 26'33"       |
| 6    | Elizabeth Rumokol | Kenya       | 26'37"       |
| 7    | Colleen de Reuck  | Stati Uniti | 26'49"       |
| 8    | Caroline Kilel    | Kenya       | 26'55"       |
| 9    | Tereza Yohanes    | Etiopia     | 27'06"       |
| 10   | Asha Gigi         | Etiopia     | 27'12"       |
| 11   | Anália Rosa       | Portogallo  | 27'19"       |
| 12   | Jepkorir Ayabei   | Kenya       | 27'27"       |

### Squadre (donne seniores)
| Worknesh Kidane | 1     |
| Merima Denboba  | 3     |
| Eyerusalem Kuma | 4     |
| Tereza Yohanes  | 9     |
| (Asha Gigi)     | (n/s) |
| (Bizunesh Deba) | (n/s) |

| Magdaline Chemjor | 5     |
| Elizabeth Rumokol | 6     |
| Caroline Kilel    | 8     |
| Jepkorir Ayabei   | 11    |
| (Alice Timbilil)  | (n/s) |

| Deena Drossin    | 2     |
| Colleen de Reuck | 7     |
| Katie McGregor   | 13    |
| Elva Dryer       | 14    |
| (Milena Glusac)  | (n/s) |
| (Sara Wells)     | (n/s) |

- Nota: gli atleti tra parentesi non hanno concorso al punteggio totale della squadra

### Individuale (donne tracciato corto)
| Pos. | Atleta           | Nazione   | Tempo (m's") |
| ---- | ---------------- | --------- | ------------ |
|      | Edith Masai      | Kenya     | 12'43"       |
|      | Worknesh Kidane  | Etiopia   | 12'44"       |
|      | Jane Wanjiku     | Kenya     | 12'46"       |
| 4    | Isabella Ochichi | Kenya     | 12'48"       |
| 5    | Benita Johnson   | Australia | 12'48"       |
| 6    | Merima Denboba   | Etiopia   | 12'52"       |
| 7    | Tirunesh Dibaba  | Etiopia   | 12'54"       |
| 8    | Alla Zhilyayeva  | Russia    | 12'56"       |
| 9    | Ejagayehu Dibaba | Etiopia   | 12'59"       |
| 10   | Eyerusalem Kuma  | Etiopia   | 12'59"       |
| 11   | Priscah Ngetich  | Kenya     | 13'04"       |
| 12   | Émilie Mondor    | Canada    | 13'07"       |

### Squadre (donne tracciato corto)
| Edith Masai      | 1     |
| Jane Wanjiku     | 3     |
| Isabella Ochichi | 4     |
| Priscah Ngetich  | 10    |
| (Viola Kibiwott) | (n/s) |

| Worknesh Kidane   | 2     |
| Merima Denboba    | 6     |
| Tirunesh Dibaba   | 7     |
| Ejagayehu Dibaba  | 9     |
| (Eyerusalem Kuma) | (n/s) |
| (Bezunesh Bekele) | (n/s) |

| Alla Zhilyayeva         | 8     |
| Olga Romanova           | 13    |
| Anastasiya Zubova       | 26    |
| Viktoriya Klimina       | 29    |
| (Mariya Pantyukhova)    | (n/s) |
| (Yekaterina Priladnykh) | (n/s) |

- Nota: gli atleti tra parentesi non hanno concorso al punteggio totale della squadra

### Individuale (donne under 20)
| Pos. | Atleta              | Nazione | Tempo (m's") |
| ---- | ------------------- | ------- | ------------ |
|      | Tirunesh Dibaba     | Etiopia | 20:21        |
|      | Peninah Chepchumba  | Kenya   | 20:22        |
|      | Gelete Burka        | Etiopia | 20:28        |
| 4    | Meselech Melkamu    | Etiopia | 20:33        |
| 5    | Emily Chebet        | Kenya   | 20:39        |
| 6    | Sentayehu Ejigu     | Etiopia | 20:56        |
| 7    | Gladys Chemweno     | Kenya   | 21:09        |
| 8    | Anesie Kwizera      | Burundi | 21:13        |
| 9    | Chemutai Rionotukei | Kenya   | 21:33        |
| 10   | Valentine Koech     | Kenya   | 21:34        |
| 11   | Sharon Kipsang      | Kenya   | 21:40        |
| 12   | Aziza Aliyu         | Etiopia | 21:49        |

### Squadre (donne under 20)
| Tirunesh Dibaba    | 1     |
| Gelete Burka       | 3     |
| Meselech Melkamu   | 4     |
| Sentayehu Ejigu    | 6     |
| (Aziza Aliyu)      | (n/s) |
| (Belaynesh Fekadu) | (n/s) |

| Peninah Chepchumba  | 2     |
| Emily Chebet        | 5     |
| Gladys Chemweno     | 7     |
| Chemutai Rionotukei | 8     |
| (Valentine Koech)   | (n/s) |
| (Sharon Kipsang)    | (n/s) |

| Mariem Alaoui Selsouli | 9     |
| Siham Hilali           | 11    |
| Najat El Fiddi         | 13    |
| Loubna Jao             | 45    |
| (Laila Klilech)        | (n/s) |
| (Fatna Chtoina)        | (n/s) |

- Nota: gli atleti tra parentesi non hanno concorso al punteggio totale della squadra

## Medagliere
Legenda
     Paese ospitante
| Posizione | Paese       | Oro | Argento | Bronzo | Totale |
| --------- | ----------- | --- | ------- | ------ | ------ |
| 1         | Etiopia     | 6   | 5       | 3      | 14     |
| 1         | Kenya       | 6   | 5       | 3      | 14     |
| 3         | Uganda      | 0   | 1       | 1      | 2      |
| 3         | Stati Uniti | 0   | 1       | 1      | 2      |
| 5         | Marocco     | 0   | 0       | 3      | 3      |
| 6         | Russia      | 0   | 0       | 1      | 1      |
| Totale    | Totale      | 12  | 12      | 12     | 36     |